# Tsaghkavan (Idjevan)
Pour l’article homonyme, voir Tsaghkavan (Tavush).
Tsaghkavan (en arménien Ծաղկավան ; jusqu'en 1940 Melikgyugh) est une communauté rurale du marz de Tavush, en Arménie. Elle compte 557 habitants en 2008.